# Le Déshabillage impossible
Le Déshabillage impossible, estrenada als Estats Units com Going to Bed Under Difficulties i al Regne Unit com An Increasing Wardrobe, és un curtmetratge mut de comèdia francès del 1900, dirigida per Georges Méliès. A la pel·lícula, un home intenta despullar-se per anar a dormir.

## Trama
Un home en una habitació d'hotel vol dormir de nit. Es treu el vestit (col·locant-lo en un penjador de roba) i els pantalons (col·locant-los en una cadira), però després es troba amb un abric i un barret que han aparegut com a màgia. L'home els treu, però al seu lloc apareix un barret nou i uns pantalons a quadres. També treu aquesta roba; aquest procés es repeteix, amb l'home desfent cada addició de roba amb més i més agitació.
El final de la pel·lícula és perdut; segons una descripció del catàleg contemporània, l'intent de despullar-se de l'home acaba amb ell rodant pel terra i al llit, i finalment es desploma en una atac epilèptic.

## Producció i llançament
Méliès interpreta l'home de la pel·lícula. Es va utilitzar un efecte d'edició anomenat escamoteig per a la roba que apareixen màgicament. Un catàleg estatunidenc esmenta que el final de la pel·lícula també utilitza la fotografia en moviment ràpid com a efecte especial; si és així, és l'única pel·lícula de Méliès coneguda que ho fa. (És difícil verificar si es va utilitzar el moviment ràpid al final, ja que els últims segons sembla que falten a la impressió supervivent.)
La pel·lícula va ser estrenada per la Star Film Company de Méliès i numerada del 312 al 313 als seus catàlegs.

## Significat històric
Le Déshabillage impossible marca el primer ús del gag visual en què un personatge, intentant despullar-se, és frustrat per la roba que apareix màgicament. El gag va ser reciclat freqüentment pels estudis rivals durant els anys següents en una sèrie d'imitacions properes a la pel·lícula de Méliès, amb títols com Undressing Impossible (1901), Clothes Enchanted (1901), Undressing Extraordinary (1901), i The Inexhaustible Wardrobe (1902).
El concepte més ampli sobre el qual es fonamenta la pel·lícula, el de la roba en revolta, ja havia aparegut anteriorment a la pel·lícula de Méliès L'Auberge ensorcelée. L'historiador del cinema Paolo Cherchi Usai assenyala que la pel·lícula evoca el concepte de personalitat dividida, un tema constantment recurrent en l'obra de Méliès:
| « | Méliès, constantment dividit entre el joc descarat i el pur perfeccionisme, estava obsessionat per la idea de la identitat múltiple. Era tan conscient de la seva multiplicitat de personalitat que va posar en escena una paròdia reveladora i d'alguna manera inquietant d'ell mateix a Le Déshabillage impossible (1900), en què intenta despullar-se i dormir mentre apareixen sistemàticament diferents peces de diversos estils, a velocitat creixent, sobre el seu cos. | » |